# 科丘比伊夫
48°49′27″N 26°23′31″E / 48.82417°N 26.39194°E
科丘比伊夫（羅馬化：Kochubiiv）是位於烏克蘭西部赫梅利尼茨基州卡緬涅茨-波多利斯基區切梅里夫齊市鎮的村莊，始建於1566年，面積3.76平方公里，海拔高度217米，2001年人口1,008，人口密度每平方公里267.8人。